# Сарк
Сарк (англ. Sark, фр. Sercq, саркська Sèr або Cerq) — малий острів у південно-західній частині Ла-Манша. Він є одним з Нормандських островів, частиною коронного володіння Гернсі, і, як такий, знаходиться під юрисдикцією Великої Британії.
Його площа становить 5 км². Населення — близько 600 осіб (на 2002 рік). Сарк має свій прапор та герб.
На острові заборонені автомобілі, але дозволені велосипеди і кінні екіпажі. Мешканці острова можуть використовувати трактори. Моторизовані засоби пересування можуть використовувати лише пенсіонери та інваліди.
У 1973 році Велика Британія приєдналася до ЄС без коронних володінь (Нормандські острови і Острів Мен не входять до ЄС), крім Гібралтару. Сарк, як частина Нормандських островів не входить в ЄС, але є митною територією ЄС.
Нині єдине феодальне володіння Європи. До 2008 року місцевий монарх мав значні повноваження.

## Географія
Сам острів складається з двох частин - Великого і Малого Сарка, пов'язаних вузьким скелястим перешийком Ла-Купе, по верху якого прокладений міст шириною всього близько двох метрів.

## Історія
До XVI століття острів був практично безлюдний. В деякі періоди проживали невеликі чернечі громади. Острів також був одним з відомих місць зборищ піратів.
У XVI столітті за указом королеви Єлизавети I на острів висадилися 40 солдатів і пообіцяли охороняти його від набігів піратів. З цієї причини Сарк покинули монахи.
У 1990 році його намагався самовільно захопити Андре Ґард.
В 1940-х рр Нормандські острови (і Сарк в тому числі) були окуповані Німеччиною.
До 2008 р реально, а зараз декоративно, зберігається феодальна система управління - остання в Європі.
Главою держави є спадковий конституційний монарх (з титулом "сеньйор" / "дама"), до 2008 р що був майже абсолютним монархом.
До 2008 р парламентом острова була рада старійшин, що складається з 40 орендарів, яким сеньйор довічно здавав землю, і 12 «представників народу», яких обирало все доросле населення острова строком на три роки.
Багато хто вважав, що це суперечило Європейській Конвенції про захист прав людини і основних свобод, що вимагає від цивілізованих держав вільних демократичних виборів, і тому влада Сарка піддавалася регулярній критиці з боку Євросоюзу.
8 березня 2008 р рада старійшин проголосував за те, щоб докорінно змінити форму правління і, покінчивши з феодальним минулим, перетворитися в парламент, що формується на основі загальних виборів. 25 голосами проти 15 члени ради висловилися проти повного скасування ролі землевласників в управлінні островом.
У квітні 2008 року сеньорская влада позбулася більшості повноважень. З 2008 року форма правління на острові Сарк виглядає так: орендарі зберегли за собою лише 14 місць, причому виборці вирішують, кому з них віддати місця в парламенті. Ще 14 місць в новому законодавчому органі зайняли депутати від народу.

## Мова
Велика частина населення острова розмовляє англійською мовою. Раніше на острові говорили на саркському діалекті нормандської мови (яку в свою чергу іноді вважають не самостійною мовою, а діалектом французької). Станом на 1998 рік, саркським діалектом володіло менше двадцяти жителів острова.

## Галерея

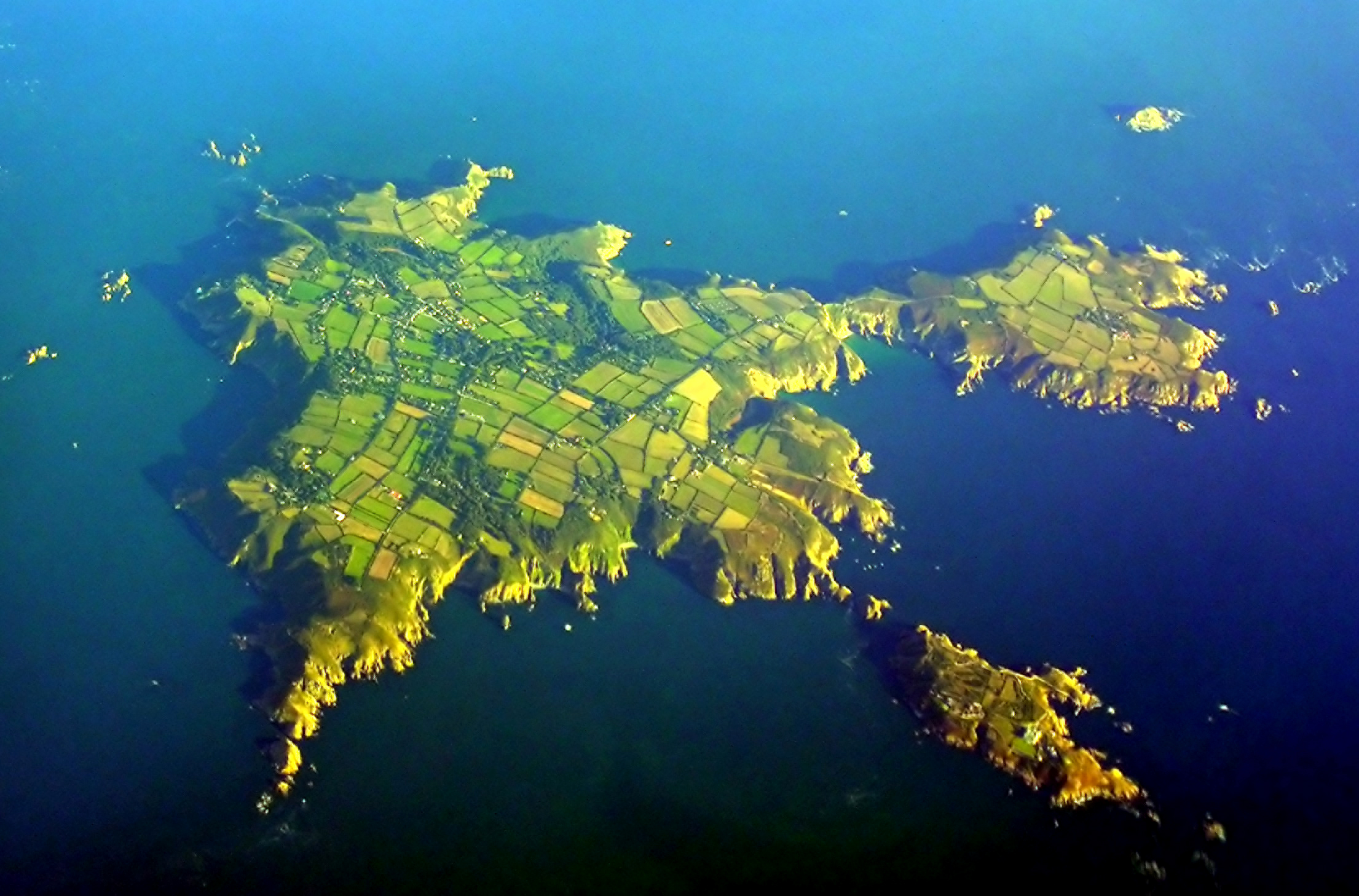
Вид на острів з повітря
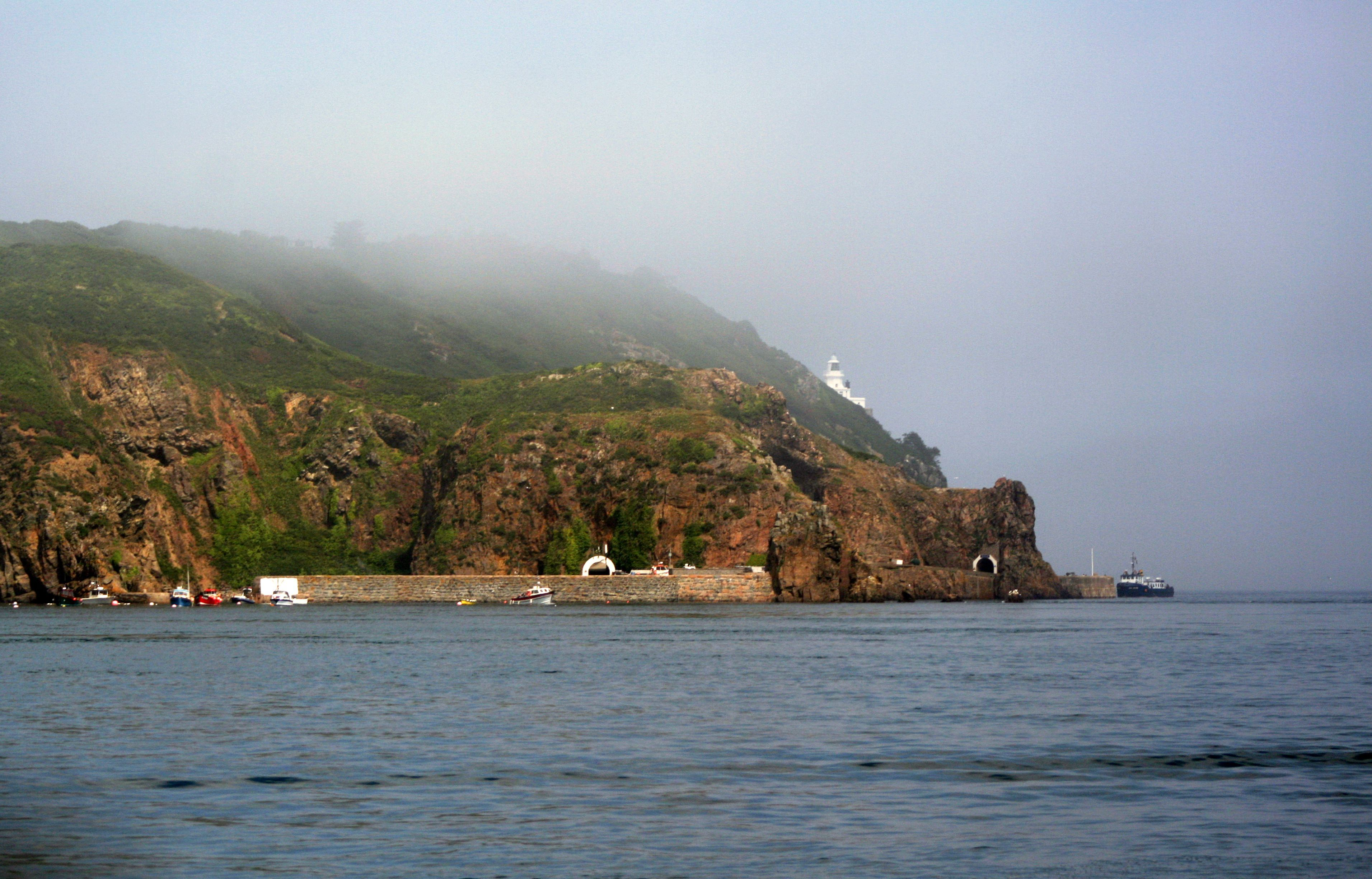
Вид на острів з моря
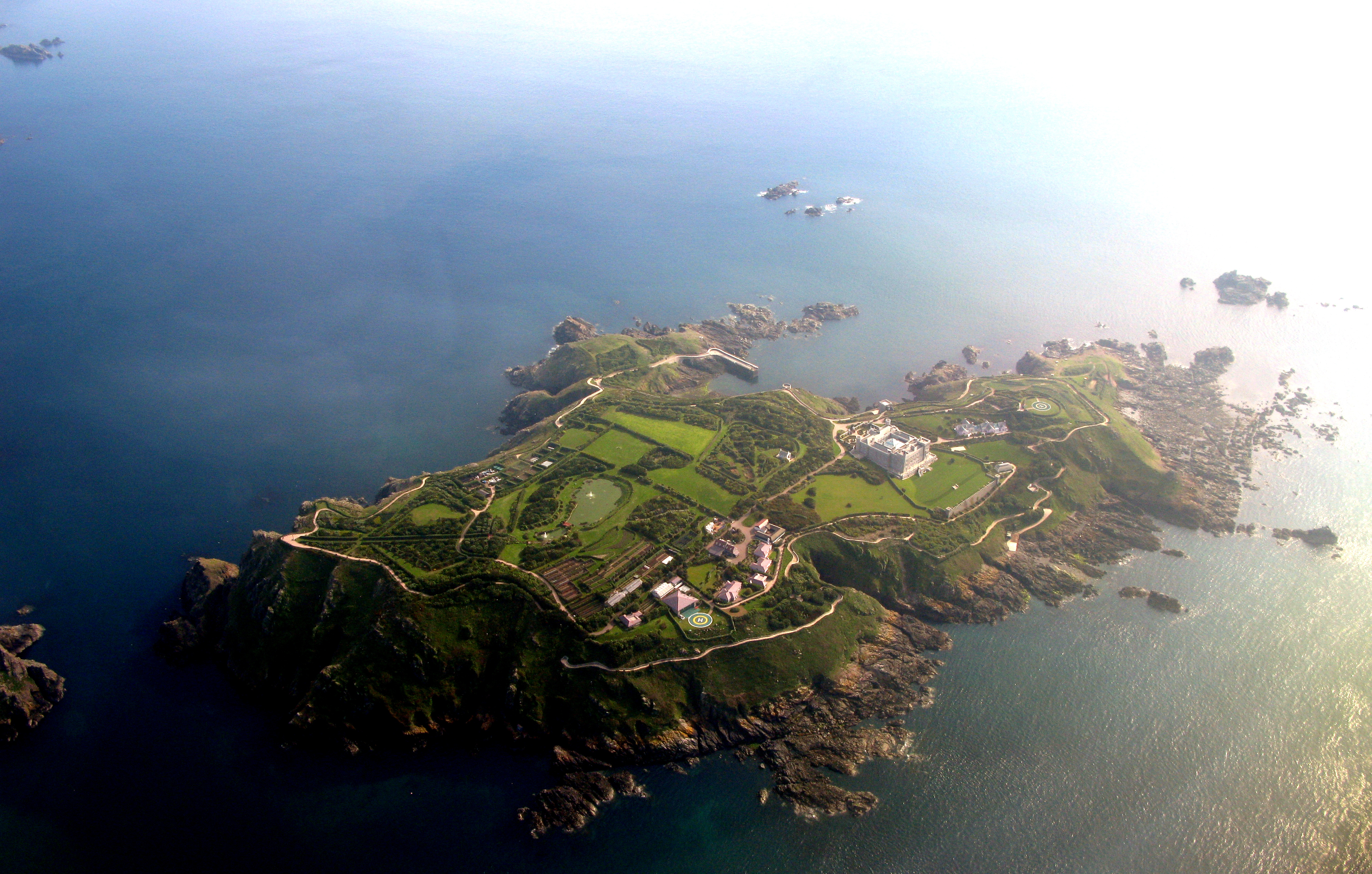
Вид на острів з повітря
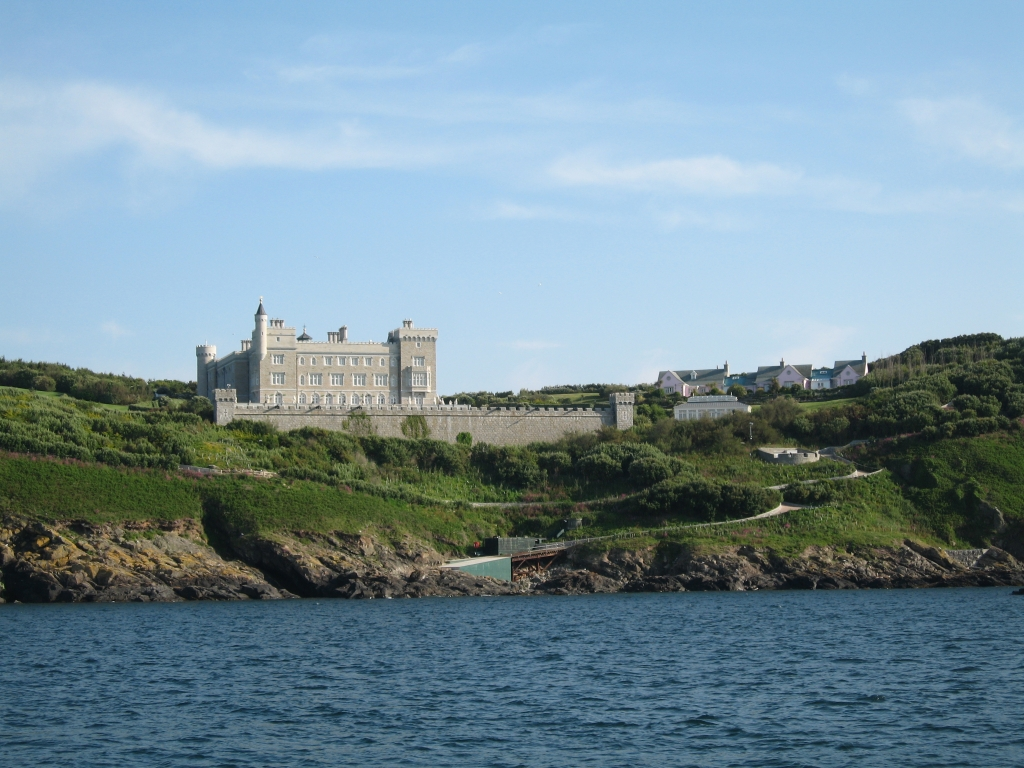
Замок на острові